# غيليس بيتروتشي
غيليس بيتروتشي (بالفرنسية: Gilles Petrucci)‏ هو لاعب كرة قدم فرنسي في مركز الدفاع، ولد في 4 ديسمبر 1968 في مارتيج في فرنسا. لعب مع نادي إستر ونادي مارتيغ.